# Ashot IV Qadj
Ashot IV Qadj, in armeno: Աշոտ Դ, detto il Coraggioso e il Valoroso (... – 1039 (o 1040?)), è stato un sovrano armeno del Regno di Armenia.
Era un membro della famiglia armena dei Bagratidi. Era fratello di Hovhannes-Smbat (il maggiore dei figli di Gagik I) e di Abas.

## Biografia
Ashot IV si rese indipendente dal fratello Hovhannes-Smbat nel 1021 e governò autonomamente fino al 1039/1040. 
Anche il fratello Abas si rese indipendente, ma morì molto presto o fu rapidamente eliminato, poiché non fu ulteriormente citato, cosicché solitamente si considera solamente l'esistenza di due regni. 
Ashot immediatamente protestò contro la suddivisione dei territori e richiese una mediazione. Fu nominato mediatore Giorgio I di Georgia. La mediazione dovette aver successo, poiché in seguito Hovhannes-Smbat possedette la regione di Ani (Shirak), mentre Ashot possedette le regioni più vicine alla Persia e alla Georgia (Gugarq). 
Ci furono, però, ulteriori discordie e Ashot minacciò la città di Ani e richiese l'alleanza del re di Vaspurakan Senaquerim-Hovhannes Arçrouni. 
Da Vaspurakan ottenne soldati e soldi del Califfato e andò a cingere d'assedio Ani. Immobilizzato dal suo peso, ordinò una sollevazione generale e tutto il paese si mobilitò contro il pretendente. Ashot vinse la battaglia, ma non poté conquistare la città.
Con una nuova mediazione, questa volta del patriarca Petros, si ristabilì la pace, però Ashot avrebbe conservato anche il titolo di Re e avrebbe governato su tutta l'Armenia ad eccezione di Ani, che sarebbe rimasta possedimento del Re Hovhannes-Smbat.
A causa di una discussione sul possesso di Shatik al Djakatq, di cui Hovhannes se ne appropriò e che, così sembra, secondo la prima mediazione di Giorgio I era stata assegnata ad Ashot, il Re di Georgia, per far valere la sua decisione, attaccò il Re di Ani verso il 1021. Il re fu catturato e le chiese armene di Ani furono saccheggiate. 
Per essere liberato, Hovhannes-Smbat dovette cedere alla Georgia tre distretti di frontiera.
I nobili quindi gli si rivoltarono contro e Ashot dovette fuggire a Bisanzio. I Bizantini gli assegnarono soldati con i quali ritornò, riconquistò il Gugarq e compì espropri a tutti i nakharar ostili, e regnò in seguito senza opposizione.
Ashot preparò anche un attentato contro suo fratello germano, il Re Hovhannes-Smbat di Ani, però il suo luogotenente Apirat Pahlavuni, quando stava per compierlo a termine, ebbe pietà del Re, caduto in una trappola, e lo liberò. 
Apirat, assassino frustrato per la gente di Ani e uomo che aveva tradito la fiducia della gente di Ashot Qadj, si ritirò a Dwin con l'emiro shaddadida Abul Uswar di Dwin e Gandja, che un po' di tempo dopo lo fece uccidere (i suoi figli Abdeljahap e Vasak furono salvati dal luogotenente Sari e portati ad Ani, dove il Re li fa tornare feudatari ereditari del padre nel distretto di Nig).
Ashot conservò il regno e mantenne la disciplina nell'esercito (nell'esercito Ashot godeva di grande popolarità per il suo valore) fino alla sua morte, avvenuta nel 1039 o nel 1040. Gli succedette il figlio Gagik II.